# Visor, svarta och röda
Visor, svarta och röda – Cornelis Vreeswijk sjunger Lars Forssell är ett musikalbum med Cornelis Vreeswijk, utgivet 1972, där han tolkar Lars Forssell.

I sången "Jenny Jansson" sjunger Cornelis duett med Monica Törnell. Inspelningen av albumet ägde rum i EMI:s studio 14–17 september 1972. Arrangör var Kjell Andersson, producent Göte Wilhelmson och tekniker Gunnar Lööf. Skivnumret är Philips 6316 018.

## Innehåll

### Sida A
1. "Staffan var en stalledräng" (trad. arr. Kjell Andersson/Lars Forssell) – 3:00
2. "Helena (She's an Easy Rider)" (Tucker Zimmerman/Lars Forssell) – 3:21
3. "Desertören (Le déserteur)" (Boris Vian/Lars Forssell) – 2:40
4. "Till herr Andersson" (Cornelis Vreeswijk/Lars Forssell) – 3:18
5. "Djävulens sång (Le Gorille)" (Georges Brassens/Lars Forssell) – 2:21
6. "Ulla Winblad" (Pierre Ström/Lars Forssell) – 1:36

### Sida B
1. "Menuett på Haga (Polka du Roi)" (Charles Trenet/Lars Forssell) – 3:03
2. "Jack uppskäraren" (Kjell Andersson/Lars Forssell) – 3:29
3. "Jenny Jansson (Jenny Jenkins)" (trad. arr. Kjell Andersson/Lars Forssell) – 2:22
4. "The Establishment" (Cornelis Vreeswijk/Lars Forssell) – 2:23
5. "Avanti Popolo" (trad. arr. Kjell Andersson/Lars Forssell) – 1:57
6. "Vaggvisa för Bim, Cornelis och alla andra människor på jorden" (Kjell Andersson/Lars Forssell) – 2:44